# Roger Valley
Roger Valley (né le 29 janvier 1957 à Kenora, Ontario) est un homme politique canadien.  

## Biographie
Il fut député à la Chambre des communes du Canada, représentant la circonscription ontarienne de Kenora depuis 2004 sous la bannière du Parti libéral du Canada.
Avant de se lancer en politique fédérale, Valley travaillait comme pêcheur commercial. Il a également été conseiller municipal et maire de Dryden (Ontario), ainsi que président de l'association de circonscription local du Parti libéral de l'Ontario pendant près de dix ans.